# Ugo Illing
Ugo Illing Manni (Bolzano, 5 maggio 1924 – Pieve di Cadore, 1º giugno 2013) è stato un alpinista e ingegnere italiano.

## Carriera alpinistica
Illing nel 1943 entra nel prestigioso gruppo alpinistico degli Scoiattoli di Cortina.
Insieme ad altri scoiattoli Ugo aprì nuove vie:
- 30 luglio 1943: via E (Punta Anna, Tofane, difficoltà 4°)
- 25, 26 giugno 1944: via Normale (Croda Bagnata, Croda dei Baranci, difficoltà 6°)
- 29 giugno 1945: via SO (Monte Averau, difficoltà 4° superiore)
- 19 agosto 1945: via del Foro (Campanile Federa, Croda da Lago, difficoltà 5°)
- 14 settembre 1947: variante via Haupt (Campanile Innerkofler, Croda da Lago, difficoltà 4°)
- 20 agosto 1948: variante via Astaldi (Monte Averau, difficoltà 6°)

## Carriera ingegneristica
Nel 1951 si laurea in ingegneria civile dei trasporti all'Università degli Studi di Padova, iscrivendosi all'albo professionale.
Dal 1952 al 1956 dirige la costruzione delle strutture sportive per i VII Giochi olimpici invernali di Cortina d'Ampezzo nel 1956. Più precisamente:
- Stadio Olimpico del Ghiaccio, direzione della costruzione
- Trampolino Italia, direzione studi e progetti del CONI
- Stadio Romano e Armando Apollonio, direzione studi e progetti del CONI
- Pista da bob Eugenio Monti, direzione studi e progetti del CONI
- Tribune provvisorie per l'evento, direzione studi e progetti del CONI

Ha inoltre collaborato con Edoardo Gellner per la costruzione del villaggio dell'Eni, voluto da Enrico Mattei a Borca di Cadore.
Dal 1962 si occupa della progettazione e gestione degli impianti a fune e relative piste da sci: collabora al progetto Dolomiti Superski, il più grande sistema integrato di impianti a fune del mondo con produzioni specifiche per la costruzione del sistema di contabilizzazione elettronico. I principali impianti a fune progettati da Illing sono:
- funivia Falzarego-Lagazuoi
- funivia Cortina-Col Drusciè
- funivia Col Drusciè-Ra Valles
- funivia Ra Valles-Tofana di Mezzo
- funivia Entreves-Prè Pascal
- funivia Courmayeur-Checrouit